# Annika Büsing

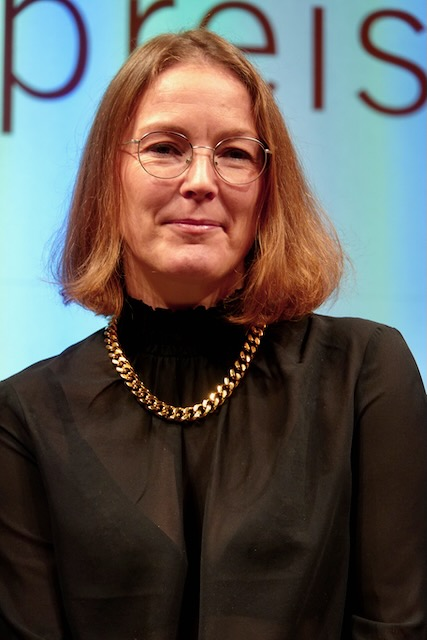
Annika Büsing (2022)

Annika Büsing (* 1981) ist eine deutsche Schriftstellerin.

## Werdegang
Annika Büsing studierte Evangelische Theologie und Germanistik an der Technischen Universität Dortmund. Sie lebt in Bochum, wo sie an einem Gymnasium unterrichtet.
Für ihren ersten Roman Nordstadt (2022) wurde sie mit dem Mara-Cassens-Preis, dem Deutschen Jugendliteraturpreis und dem Literaturpreis Ruhr ausgezeichnet. Ein Teil ihres Werks hat Eingang in den Deutschunterricht gefunden.

## Werke
- Nordstadt. Göttingen: Steidl 2022. ISBN 978-3-96999-064-3
- Koller. Göttingen: Steidl 2022. ISBN 978-3-96999-234-0
- Wir kommen zurecht. Göttingen: Steidl 2025. ISBN 978-3-96999-454-2